# Veronica's Wish
Veronica's Wish es una película de Uganda filmada en colores dirigida por Rehema Nanfuka sobre el guion de Nisha Kalema  que se estrenó el 17 de noviembre de 2018 y tuvo como actores principales a Nisha Kalema, Mushema Housen, Malaika Ninyanzi y Symon Base Kalema. Se trata de un drama acerca de una joven que tiene un giro abrupto en su vida al conocer que padece una grave enfermdad.
Es una de las pocas películas de Uganda producida, guionada y dirigida por mujeres.
Fue nominada para competir por los Premios de la Academia del Cine Africano en el rubro Mejor Maquillaje.|

## Reparto
Participaron en la película los siguientes intérpretes:
- Nisha Kalema	...	Veronica
- Mushema Housen	...	Michael
- Malaica Ninyanzi	...	Bankia
- Symon Base Kalema ...	Frank
- Jayant Maru
- Allen Musumba
- Kabenge Richard Valentino ... profesor de danza

## Producción
Inicialmente Nisha Kalema pensó producir y dirigir la película basada en su guion con Rehema Nanfuka como su protagonista; sin embargo, Nanfuka convenció a Kalema de que estaba en mejor posición de asumir el papel protagónico y fue así que intercambiaron los puestos. En el elenco elegido lucían actores como Simon Base Kalema que venía de actuar en Fun Factory, Housen Mushema, el villano de la serie televisiva Second Chance y la personalidad de radio y televisión Malaika Nnyanzi. Kalema declaró al respecto: “Sorprendentemente, yo no tenía medios para pagarles, pero tuve la suerte de que cuando cada uno  leyó el guion, les gustó y aceptaron participar del proyecto sin preguntar cuánto cobrarían”. Kalema recalca sobre la película que “Esta es una historia sobre una mujer, escrita por una mujer y dirigida por una mujer” y, aunque fue su actriz protagónica, declaró que piensa dirigir en el futuro y agregó: “Cuando observas la industria fílmica local, ves que los hombres se han llevado todo y si los dejamos escribir, editar, dirigir, nos van a caracterizar conforme su entendimiento de lo que es una mujer.”

## Sinopsis
Está basada en una historia real y se refiere a la historia de una pareja que poco tiempo antes de la boda conoce que la novia padece leucemia, por lo que ella desea crear conciencia pública acerca de esta enfermedad.

## Críticas
El sitio web sqoop.co.ug escribió:

“es un filme increíble que en el Festival de Cine de Uganda tuvo cuatro nominaciones, lo que llamó mucho la atención en los medios ya que en ese momento todavía no había sido estrenada; sin embargo, después de ver lo que es la película, solo podemos criticar a los organizadores del Festival porque el número de nominaciones debió ser mayor. Tiene escenas tristes, asombrosas y humorísticas que mantienen al público sujeto a la pantalla. No llama la atención que la ASFA Abryanz Style and Fashion Awards (Premios Moda y Estilo Abryanz) ganaran la subasta de la pieza de arte de la película pagando 1,5 millones de chelines ugandeses.”

Shadrine Taremwa en el sitio de amakula. org opinó:

”La película tiene un excelente reparto encabezado por Nisha Kalema…la vida simple y admirable de Verónica llega a un punto de inflexión cuando la ataca una misteriosa enfermedad que amenaza matarla y debe elegir entre el amor y salvar su vida, una historia fácil de contar al público que está perfectamente mostrada mientras su batalla por la vida es luchada, ganada y eventualmente perdida. La directora, que ha trabajado en películas como Haunted Souls, Queen of Katwe mantiene el ritmo de la película con soltura, exacta simplicidad mientras desarrolla el brillante guion de Veronica’s Wish. Fotografía, montaje, colorido y una gran calidad visual a cargo de Ireeta Alex, han hecho seguramente de Veronica’s Wish la película sobresaliente de Uganda e incluso de África Oriental.

## Premios y nominaciones
Algunos de los premios y nominaciones de la película fueron:
Festival Internacional de Cine Sinema Zetu –Sziff- (Tanzania) 2018
- Veronica's Wish,  ganadora del Premio a la Mejor Película
- Rehema Nanfuka, ganadora del Premio al Mejor Director
- Nisha Kalema, ganadora del Premio a la Mejor Actriz

Festival de Cine Africano Silicon Valley 2018
- Veronica's Wish,  ganadora del Premio a la Mejor Película de Ficción

Festival de Cine Panafricano de California
- Veronica's Wish,  ganadora de una Mención de Honor del Jurado

Festival Internacional de Cine Gulu –GIFF- 2019
- Veronica's Wish,  nominada al Premio a la Mejor Película

7° Festival de Cine de la Costa,  (en Laguna Beach, California)
- Veronica's Wish,  nominada al Premio a la Mejor Película
- Rehema Nanfuka, nominada al Premio al Mejor Guion
- Alex Ireeta nominada al Premio a la Mejor Fotografía

Premios de la Academia del Cine Africano
- Joan Nantege,  nominada al Premio al Mejor Maquillaje

Festival del Cine Africano Mashariki
- Veronica's Wish,  nominada al Premio a la Mejor Película Africana
- Veronica's Wish,  ganadora del Premio a la Mejor Película
- Rehema Nanfuka, ganadora del Premio al Mejor Director
- Nisha Kalema, ganadora del Premio a la Mejor Actriz
- Housen Mushema, nominado al Premio al Mejor Actor
- Symon Base Kalema, ganador del Premio al Mejor Actor de Reparto

Festival de Cine de Uganda –UFF- 2018
- Rehema Nanfuka, ganadora del Premio al Mejor Director
- Malaica Ninyanzi, nominada al Premio a la Mejor Actriz de Reparto
- Veronica's Wish,  ganadora del Premio al Mejor Vestuario y Diseño de Producción
- Veronica's Wish,  ganadora del Premio al Mejor Sonido
- Veronica's Wish,  ganadora del Premio al Mejor Montaje y Postproducción
- Rehema Nanfuka, ganadora del Premio al Mejor Guion
- Alex Ireeta, ganadora del Premio a la Mejor Fotografía
- Veronica's Wish,  ganadora del Premio a la Mejor Película
- Housen Mushema, nominado al Premio al Mejor Actor
- Nisha Kalema, ganadora del Premio a la Mejor Actriz
- Symon Base Kalema, ganador del Premio al Mejor Actor de Reparto